# Persicaria bistorta
Persicaria bistorta là một loài thực vật có hoa trong họ Rau răm. Loài này được (L.) Samp. mô tả khoa học đầu tiên năm 1913. Đây là loài bản địa châu Âu và Tây Á. Bistorta officinalis là một loại cây lâu nămthân thảo cao 20 đến 80 xentimét (8 đến 31 in) và rộng 90 cm (35 in). 

## Phân bố và môi trường sống
Bistorta officinalis là loài bản địa câu Âu nhưng thường được trồng và đã du nhập vào các nơi khác trên thế giới, chẳng hạn như ở Hoa Kỳ ở New England. Loài này thường mọc ở đồng cỏ ẩm ướt, đầm lầy giàu dinh dưỡng, bìa rừng, vùng đất ngập nước, công viên, vườn và mặt đất bị xáo trộn.